# مارتن لاتكا
مارتن لاتكا (بالتشيكية: Martin Latka)‏ (28 سبتمبر 1984 في التشيك - ) هو لاعب كرة قدم تشيكي في مركز قلب الدفاع. شارك مع منتخب جمهورية التشيك تحت 21 سنة لكرة القدم ومنتخب جمهورية التشيك لكرة القدم. أما مع النوادي، فقد لعب مع برمنغهام سيتي وسلافيا براغ وفورتونا دوسلدورف ونادي بانيونيوس وSK Dynamo České Budějovice ‏.

## وصلات خارجية
- مارتن لاتكا على موقع الاتحاد التشيكي (الإنجليزية)
- مارتن لاتكا على موقع قاعدة بيانات كرة القدم.إي يو (الإنجليزية)
- مارتن لاتكا على موقع بيانات كرة القدم. دي إي (الألمانية)
- مارتن لاتكا على موقع ناشيونال فوتبول تيمز (الإنجليزية)
- مارتن لاتكا على موقع Soccerbase.com (لاعب) (الإنجليزية)
- مارتن لاتكا على موقع Soccerway.com (الإنجليزية)
- مارتن لاتكا على موقع عالم كرة القدم.نت (الإنجليزية)
- مارتن لاتكا على موقع AS.com (الإسبانية)